# 电影哲学
电影哲学（英語：Philosophy of Film）是美学的分支，探求的哲学问题是关于电影的基本问题。电影哲学对电影研究的分支之一电影理论有重要影响。

## 历史
最早研究关于电影的哲学问题的人是雨果·明斯特伯。在所谓无声电影时代，他就已经开始思考电影的概念与剧院有什么不同。他总结到，使用特写镜头、倒叙（flash-back）以及编辑，是电影的特色，构成了它的本质。
鲁道夫·阿恩海姆在电影音画同步的开端，提出早前的那些电影在美学上比有声电影要更优越。因为，他说通过音画同步的技术手段，电影的独特状态就消失不见了。他认为，电影此时不再是可以研究物体运动的独特艺术，而仅仅作为两种（音画）艺术的结合体存在。
安德烈·巴赞，和阿恩海姆不同，认为电影是否有声音是无关紧要的。他相信，电影由于与摄影有紧密关系，并以摄影为基础，电影本身有实在性的成分。也就是说，电影有捕捉现实世界的能力。同时，电影《Waking Life》也有巴赞强调的，对于电影哲学的讨论，因为这部电影里面每一帧都是在捕捉神的某个方面。
美国哲学家卡罗尔认为，早期电影的特征导致很多哲学家过窄地定义了电影的本质，他们混淆了某种风格的电影和普遍意义上的电影。
尽管卡罗尔这样批判，很多人仍然接受了巴赞的实在性理论。在《transparency thesis》中，他说电影是对真正的现实透明的媒介。Kendall Walton接受了这个观点。

## 书籍
- Pierre-Alexandre Fradet, Philosopher à travers le cinéma québécois. Xavier Dolan, Denis Côté, Stéphane Lafleur et autres cinéastes, Paris, Éditions Hermann, 2018, 274 p.

## 推荐阅读
- Thomas Wartenberg and Angela Curran (eds.), The Philosophy of Film: Introductory Text and Readings, Wiley-Blackwell, 2005.
- Noël Carroll, The Philosophy of Motion Pictures, Blackwell, 2008.
- Paisley Livingston (ed.)., The Routledge Companion to Philosophy and Film (Routledge 2008, 1st edition).
- Christina Rawls, Diana Neiva, & Steven S. Gouveia (eds.), Philosophy and Film: Bridging Divides (Routledge 2019; 1st edition).
- Robert Sinnerbrink, New Philosophies of Film: Thinking Images, Continuum, 2011.
- Enrico Terrone, Filosofia del film, Carocci, 2014.
- The Routledge Encyclopedia of Film Theory, edited by Edward Branigan, Warren Buckland, Routledge, 2015. [The book includes several entries related to the philosophy of film.]
- Joseph Westfall (ed.), The Continental Philosophy of Film Reader, Bloomsbury, 2018.